# The Squaw Man (film 1918)
The Squaw Man è un film del 1918 diretto e prodotto da Cecil B. DeMille con protagonista Elliott Dexter. La sceneggiatura si basa sull'omonimo lavoro teatrale di Edwin Milton Royle, andato in scena a New York il 23 ottobre 1905.
Nel 1914, DeMille aveva esordito nella regia portando sullo schermo la stessa storia e, nel 1931, ne farà un ulteriore rifacimento intitolato Naturich la moglie indiana, con Lupe Vélez e Warner Baxter.
Il film uscì nelle sale statunitensi il 15 dicembre 1918; viene considerato perduto, tranne l'ultimo rullo.

## Trama
Jim Wynnegate, profondamente innamorato di Diana, la moglie di suo cugino Henry, conte di Kerhill, si prende la colpa di una malversazione compiuta da Henry quando questi si impadronisce dei fondi di un orfanotrofio. Jim, accusato ingiustamente, si imbarca per l'America. Qui, si stabilisce nel Wyoming, in un ranch. Salva da un'aggressione del brutale Cash Hawkins una ragazza indiana, Naturich. Quando Hawkins, in seguito, gli tende un agguato, Naturich interviene e lo uccide per difendere Jim. In segno di gratitudine, Wynnegate la sposa. Passano gli anni: dal matrimonio tra Jim e Naturich è nato un bambino.
Intanto, in Inghilterra, Henry resta mortalmente ferito durante una battuta di caccia ma, prima di morire, confessa il suo delitto, scagionando il cugino. Diana si reca nel Wyoming per incontrare Jim. Costui, però, dichiara la sua lealtà a Naturich. Ma lei, che sente la conversazione, si suicida. Tempo dopo, diventato conte di Kerhill, Jim ritorna in Inghilterra dove, finalmente, può sposare Diana.

## Produzione
Il film fu prodotto dalla Famous Players-Lasky Corporation.

## Distribuzione
Il copyright del film, richiesto dalla Famous Players-Lasky Corp., fu registrato il 26 ottobre 1918 con il numero LP13020.
Distribuito dalla Famous Players-Lasky Corporation / Artcraft Pictures Corporation, il film uscì nelle sale cinematografiche degli Stati Uniti il 15 dicembre 1918.
Copie incomplete della pellicola sono conservate negli archivi dell'International Museum of Photography and Film at George Eastman House.